# ロベルト・バスケス
ロベルト・ガスパー・バスケス・ラミレス（Roberto Gaspar  Vásquez Ramirez、1983年5月26日 - ）は、パナマの元プロボクサー。パナマシティ出身。元WBA世界ライトフライ級王者。元WBA世界フライ級暫定王者。世界2階級制覇王者。

## 来歴
9歳からボクシングを始める。アマチュア時代の戦績は94勝5敗。
2001年3月17日、プロデビュー。
2002年10月31日、WBOラテンアメリカライトフライ級王座獲得。
2003年2月15日、WBOラテンアメリカ王座の防衛戦並びにWBCラテンアメリカライトフライ級王座決定戦を行い、10回2分57秒KO勝ちでWBOラテンアメリカ王座の初防衛とWBCラテンアメリカ王座の獲得に成功した。
2003年11月26日、WBCラテンアメリカ王座の防衛戦並びにWBAフェデラテンライトフライ級王座決定戦を行い、WBCラテンアメリカ王座の2度目の防衛に成功、WBAフェデラテン王座の獲得に成功した。
2005年4月29日、ロセンド・アルバレスの王座剥奪に伴うWBA世界ライトフライ級王座決定戦でベビス・メンドサと対戦し、10回2分3秒KO勝ちを収め王座獲得に成功した。
2006年5月、フライ級転向のためWBA世界ライトフライ級王座を返上。
2006年12月2日、フランス・パリのパレ・オムニスポール・ド・パリ・ベルシーで坂田健史（協栄）とWBA世界フライ級暫定王座決定戦を行い12回2-1の判定勝ちを収め王座を獲得した。
2007年7月1日、有明コロシアムにて正規王者の坂田健史との王座統一戦に臨むが、0-3の判定負けを喫し王座統一に失敗、7ヵ月保持していた暫定王座は正規王座に吸収される形で消滅した。
2009年3月24日、ウーゴ・カサレスとWBAフェデラテンスーパーフライ級王座決定戦を行い、0-3の判定負けを喫し王座獲得に失敗した。
2009年10月3日、ドリアン・フランシスコとWBAインターナショナルスーパーフライ級王座決定戦を行い、10回2分22秒TKO負けを喫し、王座獲得に失敗した。
2012年3月30日、マリオ・ブリオネスとWBAフェデラテンスーパーバンタム級王座決定戦を行い、3-0の判定勝ちで王座を獲得した。
2012年10月30日、インドネシアのジャカルタで行われたWBA総会でWBAコンベンションが行われ、同年11月3日にアルゼンチンエントレ・リオス州コロン県でバスケスとジョン・マーク・アポリナリオの間でWBA世界バンタム級暫定王座決定戦を行うことが決定した。
2012年11月3日、WBAコンベンションの決定に基づき、ジョン・マーク・アポリナリオとWBA世界バンタム級暫定王座決定戦を行い、12回1-0（115-113、114-114、114-114）の引き分けでに終わり3階級制覇とはならなかった。
2013年3月16日、パナマシティにあるメガポリス・コンベンションセンターで行われたWBA世界バンタム級暫定王座決定戦でジョン・マーク・アポリナリオと対戦し、12回1-1（116-112、112-116、115-115）の判定で引き分けた為、3階級制覇とはならなかった。
2013年8月10日、パナマシティにあるメガポリス・コンベンションセンターでワルベルト・ラモスとスーパーバンタム級8回戦を行い、8回1-2（78-75、75-79、75-77）の判定負けを喫した。 

## 獲得タイトル
- WBOラテンアメリカライトフライ級王座
- WBCラテンアメリカライトフライ級王座
- WBAフェデラテンライトフライ級王座
- WBA世界ライトフライ級王座（防衛0=返上）
- WBA世界フライ級暫定王座(防衛）
- WBAフェデラテンスーパーバンタム級王座